# Zenonas Petrauskas
Zenonas Petrauskas (ur. 22 czerwca 1950 w Czekiszkach, zm. 18 stycznia 2009 w Wilnie) – litewski prawnik, w latach 2004–2006 wiceminister spraw zagranicznych.
Po ukończeniu szkoły średniej w Ejragole studiował na Wydziale Prawa Uniwersytetu Wileńskiego, którego absolwentem został w 1975. Naukę kontynuował na stypendiach zagranicznych: na uniwersytecie w Kolonii, a następnie w Århus (w dziedzinie politologii). W 1982 uzyskał stopień kandydata nauk prawnych (Leningrad) za pracę pt. Odzyskanie litewskiej państwowości w latach 1918-1919 (Lietuvos nacionalinio valstybingumo atkūrimas 1918-1919 m.). W 1992 otrzymał tytuł docenta, na Wydziale Prawa Uniwersytetu Wileńskiego pracował prawo międzynarodowe. 
W latach 2004–2006 pełnił funkcję wiceministra spraw zagranicznych.